# Condor Islander
Die Condor Islander ist eine RoPax-Fähre, die seit Oktober 2023 von der Reederei Condor Ferries im Fährverkehr zu den Kanalinseln Guernsey und Jersey eingesetzt wird.
Die 2005 gebaute Fähre war zuvor als Dueodde im Fährverkehr zur Insel Bornholm und als Straitsman im Fährverkehr zwischen Wellington und Picton im Einsatz.

## Geschichte

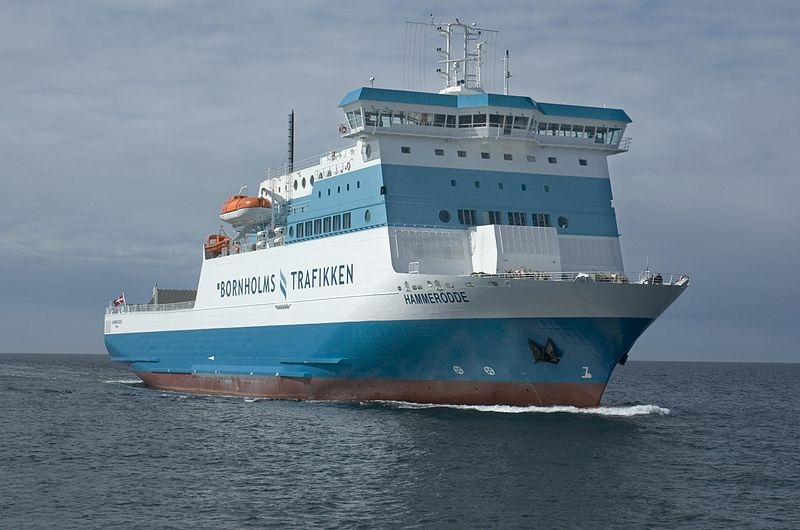
Schwesterschiff Hammerodde

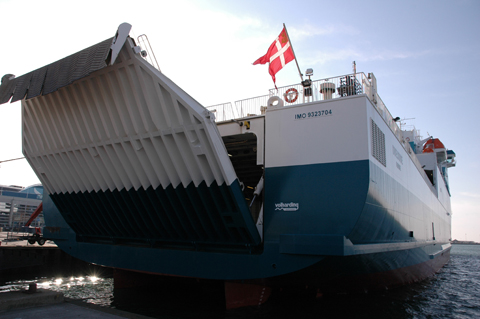
RoRo-Heck (als Dueodde)

### Dueodde(2005–2010)
Die niederländische Werft Volharding Shipyard in Harlingen baute die RoPax-Fähre im Unterauftrag der Merwede in Hardinxveld-Giessendam nach einem erfolgreichen Design des ehemaligen Schiffbauunternehmens Van der Giessen-De Noord und lieferte die Dueodde nach einer Bauzeit von nur elf Monaten am 27. April 2005 an den Auftraggeber Bornholmstrafikken ab. Der Entwurf ist optimiert auf den Allwetter-Transport von Lastkraftwagen, Bussen, Personenkraftwagen und ihren Passagieren zwischen verhältnismäßig kleinen Häfen. Das Schiff kam unter der Flagge Dänemarks mit Heimathafen Rønne in Fahrt. Das Schwesterschiff Hammerodde, gebaut von Merwede, wurde eine Woche früher abgeliefert.
Ab dem 30. April 2005 verkehrte die Dueodde (benannt nach der Südostspitze Bornholms) abwechselnd von den Häfen Ystad, Køge und Sassnitz nach Rønne auf Bornholm.
Anfang 2010 wurde von Bornholmstrafikken entschieden, die unpopuläre Dueodde anstelle der älteren Povl Anker zu verkaufen. Der Verkauf erfolgte im Sommer 2010 an die neuseeländische Strait Shipping Ltd; entsprechend wurde die Dueodde ab dem 10. Oktober 2010 nicht mehr nach Bornholm eingesetzt. Am selben Tag traf das Schiff zur Werftüberholung in Fredericia ein.

### Straitsman(2010–2023)
Am 13. Oktober 2010 wurde das Schiff an Straitsman Ltd. übergeben, in Straitsman umbenannt und kam unter der Flagge Neuseelands in Fahrt. Der Heimathafen des Schiffes wurde Wellington. Das Schiff verließ Fredericia am 20. Oktober 2010. Am 2. Dezember 2010 traf es in Wellington ein. Ab dem 9. Dezember 2010 war es auf der von Strait Shipping betriebenen Fährlinie Bluebridge Cook Strait Ferry zwischen Wellington auf der Nord- und Picton auf der Südinsel im Einsatz.

### Condor Islander(seit 2023)
Im März 2023 wurde die Fähre an die britische Reederei Condor Ferries verkauft. Nachdem sie auf einer Werft in Santander für den Einsatz bei Condor Ferries umgebaut worden war, wird sie seit Oktober 2023 als Condor Islander im Fährverkehr zwischen Portsmouth und den Kanalinseln Guernsey und Jersey eingesetzt.

## Ausstattung
- Deck 3: Unteres Fahrzeugdeck mit 645 Lademetern, zu erreichen über eine 11,50 Meter breite Heckrampe.
- Deck 5: Oberes Fahrzeugdeck, zu erreichen von Deck 3 über eine aufziehbare Rampe.
- Deck 7: Bistro mit 50 Sitzplätzen, Rezeption, Shop und Aufenthaltsräumen mit insgesamt 256 Ruhesesseln
- Deck 8 und 9: 20 Einzelkabinen, 36 Doppelkabinen und 4 Vier-Bett-Kabinen, jeweils mit eigener Sanitärzelle.